# 波特希爾 (愛達荷州)
波特希爾（英語：Porthill）是位於美國愛達荷州邦德里縣的一個非建制地區。

## 地理
波特希爾的座標為48°59′54″N 116°29′53″W / 48.99833°N 116.49806°W，而該地的平均海拔高度為553米（即1814英尺）。